# Химичева, Галина Петровна
Гали́на Петро́вна Химичева (род. 8 сентября 1946, Новороссийск) — российский юрист-криминолог, специалист по уголовному процессу и праву; доктор юридических наук (2003); начальник кафедры уголовного процесса Юридического института МВД России (1994—2002); профессор Московского педагогического государственного университета; заслуженный юрист Российской Федерации.

## Биография
Галина Химичева родилась 8 сентября 1946 года в Новороссийске; в 1970 году она окончила Московский областной педагогический институт имени Крупской, а через восемь лет — Всесоюзный юридический заочный институт (ВЮЗИ). В 1982 году, по окончании адъюнктуры в Академии МВД СССР, она защитила кандидатскую диссертацию, выполненную под научным руководством профессора Георгия Зуйкова, по теме «Организация расследования преступлений несовершеннолетних органами внутренних дел».
В 1997 году Химичева получила ученое звание профессора. До этого, начиная с 1974 года, она была на службе в органах внутренних дел СССР. Затем работала преподавателем на кафедре организации расследования преступлений, уголовного процесса и криминалистики, являвшейся частью Академии МВД СССР. Помимо этого она являлась научным сотрудником Научного центра исследований проблем управления, действовавшего при той же Академии.
В 1983 году Галина Химичева стала младшим научным сотрудником в ВНИИ МВД СССР; затем — старшим научным сотрудником того же ВНИИ. Уже в России, в 1994 году, она стала начальником кафедры уголовного процесса, являвшейся частью Юридического института МВД РФ. В 2003 году защитила диссертацию о досудебном производстве по уголовным делам. Затем она заняла пост профессора на кафедре уголовного процесса в Московском университете МВД РФ. С апреля 2011 года состоит профессором Московского педагогического государственного университета. Имеет звание полковника милиции.

## Работы
Является автором и соавтором более 120 научных публикаций, включая несколько монографии; специализируется, в основном, на советском и российском уголовном праве:
- Принципы уголовного процесса: Лекция для преподавателей. — М.: ВЮЗШ МВД РСФСР, 1992.
- Конституция Российской Федерации и вопросы уголовного процесса: Учебное пособие. — М.: ЮИ МВД России, 1995. (в соавторстве)
- Прошлое и настоящее суда присяжных в России: Лекция. — М.: ЮИ МВД России, 1995. (в соавторстве).
- Правоохранительные органы в Российской Федерации: Учебное пособие. — М.: ЮИ МВД России, 1995.
- Приостановление предварительного следствия (процессуальные и организационные вопросы): Учебное пособие. — М.: ЮИ МВД России, 1996.
- Групповой метод расследования тяжких преступлений: Учебное пособие. — М.: ЮИ МВД России, 1997. (в соавторстве).
- Рассмотрение милицией заявлений и сообщений о преступлениях. Монография — М.: ЮИ МВД России, 1997.
- Показания обвиняемого в уголовном процессе: Учебное пособие — М.: ЮИ МВД России, 1998 (в соавторстве).
- Окончание предварительного расследования прекращением уголовного дела. Монография. — Рязань, 2001. (в соавторстве).
- Прокурорский надзор: Учебник для вузов. — М.: ЮНИТИ-ДАНА, Закон и право, 2001. (в соавторстве).
- Уголовный процесс. Учебник для вузов. — М.: ЮНИТИ-ДАНА, Закон и право, 2001. (в соавторстве).
- Направление уголовных дел на дополнительное расследование: Учебное пособие. — Тюмень: Тюменский юридический институт МВД России, 2001. (в соавторстве).
- Комментарий к УПК РФ: учебное пособие для вузов / Под ред. Г. П. Химичевой. — М.: ЮНИТИ-ДАНА, Закон и право, 2002. (в соавторстве).
- Принципы уголовного судопроизводства: Учебное пособие. — М.: ИМЦ ГУК МВД РФ, 2002.
- Химичева Г. П. Досудебное производство по уголовным делам: концепция совершенствования уголовно-процессуальной деятельности. Монография. — М.: Экзамен, 2003.
- Уголовный процесс. Учебник / Под ред. В. П. Кашепова и А. С. Михлина. — М.: ЗАО «Юридический дом „Юстицинформ“», 2003. (в соавторстве).